# 토마스 루크만
토마스 루크만(Thomas Luckmann, 1927년 10월 14일 - 2016년 5월 10일)은 슬로베니아(구 유고슬라비아 연방)에서 태어난 오스트리아계 미국의 사회학자이며 피터 버거와 함께 이분야에서 세계적인 권위자이다. 소통의 사회학, 지식 사회학, 종교 사회학, 그리고 과학 철학에 많은 공헌을 하였다. 제2차 세계대전 기간에 빈으로 이주해 빈 대학과 인스브루크 대학에서 철학과 언어학을 공부했으며, 이후 미국으로 옮겨와 뉴욕 사회조사 뉴스쿨에서 공부를 이어갔다. 루크만은 사회조사 뉴스쿨 시절 오스트리아계 미국 철학자 알프레드 슈츠로부터 많은 가르침을 받았는데, 이는 『실재의 사회적 구성』이 현상학적 배경을 갖는 데 중대한 영향을 미치게 된다. 독일 콘스탄스 대학의 사회학 교수로 있었다. 저서로는 『보이지 않는 종교』 『언어 사회학』 『생활-세계와 사회적 실재』 『생활-세계의 구조』(알프레드 슈츠와 공저) 등이 있다.

## 같이 보기
- 피터 L. 버거